# Меле (Пиемонт)
Вижте пояснителната страница за други значения на Меле.
Мѐле (на италиански: Melle; на пиемонтски: Ël Mèl, Ъл Мел, на окситански: Lou Mel, Лу Мел) е село и община в Северна Италия, провинция Кунео, регион Пиемонт. Разположено е на 646 m надморска височина. Населението на общината е 328 души (към 2010 г.).